# Онохово (Смоленская область)
Онохово — деревня в Смоленском районе Смоленской области России. Входит в состав Козинского сельского поселения. Население — 3 жителя (2007 год). 
Расположена в западной части области в 9 км к востоку от Смоленска, в 10 км южнее автодороги Р134 «Старая Смоленская дорога» Смоленск — Дорогобуж — Вязьма — Зубцов, на берегу реки Соменка. В 2,5 км северо-западнее деревни расположена железнодорожная станция Соколья Гора на линии Смоленск — Рославль.

## История
В годы Великой Отечественной войны деревня была оккупирована гитлеровскими войсками в июле 1941 года, освобождена в сентябре 1943 года. 